# خروت
خروت (به لاتین: Chrewt) یک روستا در لهستان است که در گمینا چارنا (شهرستان بیشچاد) واقع شده‌است. خروت ۱۰ نفر جمعیت دارد.
نژاد خروت‌های لهستان و هلند به خروت‌های ایران برمیگردد. در سالیان دور دو برادر به نامهای اُبو خان و میرداد به منظور تجارت با شتر عازم هلند و از آنجا به لهستان می‌روند، از نسل آنها اطلاعات چندانی در دسترس نیست.